# Gertrud Schubart-Fikentscher

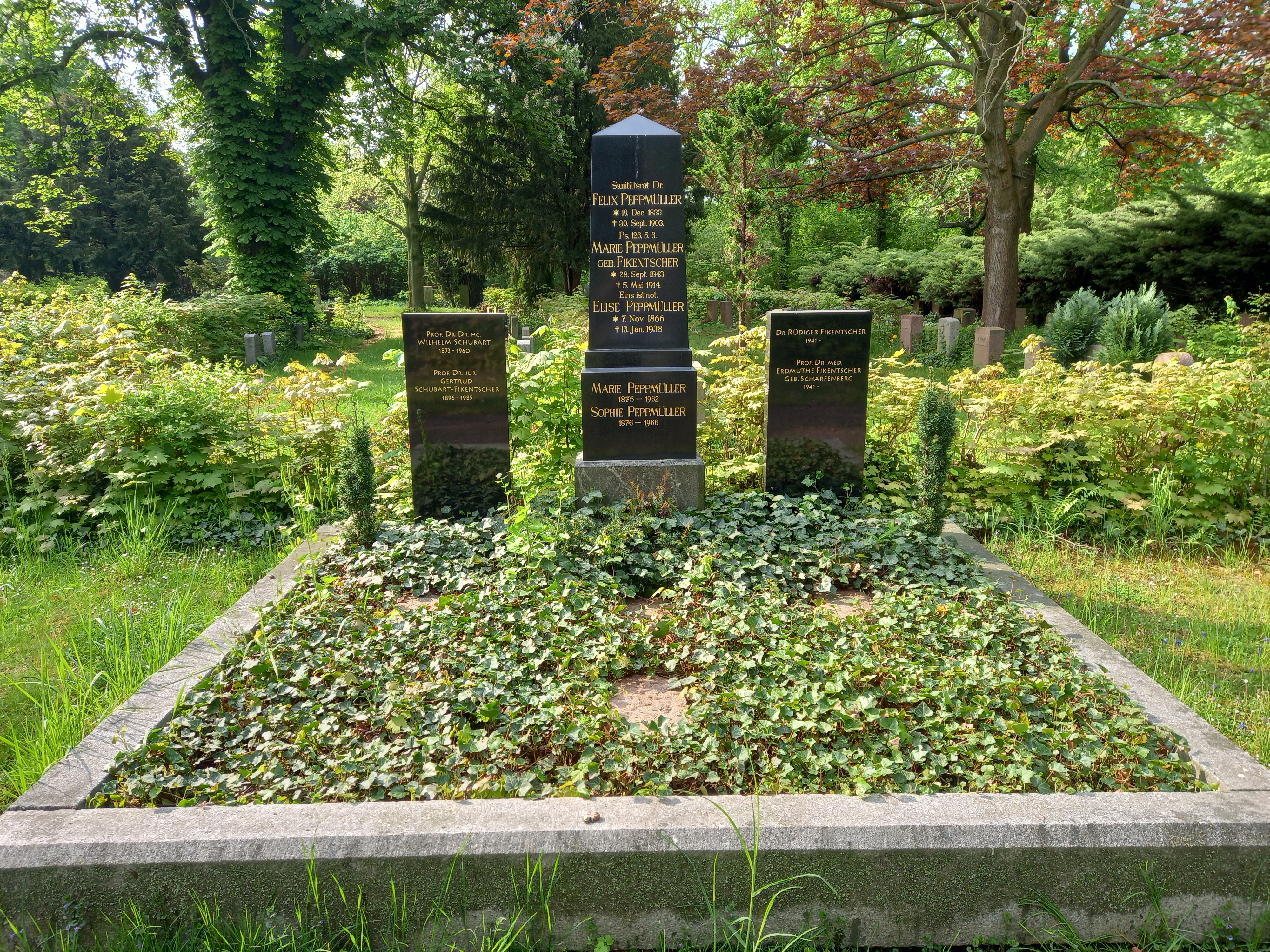
Das Grab von Gertrud Schubart-Fikentscher und ihres Ehemannes Wilhelm Schubart im Familiengrab Peppmüller/Fikentscher auf dem Nordfriedhof (Halle)

Gertrud Klara Rosalie Schubart-Fikentscher (geb. Fikentscher; * 23. Dezember 1896 in Zwickau; † 24. März 1985 in Halle/Saale) war eine deutsche Rechtswissenschaftlerin, -historikerin und Hochschullehrerin. Sie hatte von 1948 bis 1957 die Professur für Bürgerliches Recht und Deutsche Rechtsgeschichte an der Universität Halle-Wittenberg inne und war die erste Juraprofessorin in Deutschland.

## Leben
Gertrud Fikentscher stammte einer protestantischen Familie; ihr Vater war Fabrikant. Von 1903 bis 1913 besuchte sie die Höhere Bürgerschule in Zwickau. Von 1913 bis 1916 erhielt sie Privatunterricht. Ab 1916 erhielt sie in Berlin eine einjährige Ausbildung am Charlottenburger Seminar des Vereins Jugendhilfe. Bis 1925 war sie Schulpflegerin in der Kinder- und Jugendfürsorge. Von 1919 bis 1921 besuchte sie parallel dazu eine sozialpädagogische Frauenschule. Im Juli 1921 legte sie die staatliche Prüfung zur Wohlfahrtspflegerin mit der Note „sehr gut“ ab. Ab dem 1. September 1921 war sie Leiterin der Jugendgerichtshilfe Berlin-Mitte. Ihr Interesse für die Rechtswissenschaft war geweckt, weshalb sie als Gasthörerin an der Universität Berlin Vorlesungen besuchte. Sie legte 1924 das Kulturexamen zur Hochschulzulassung ohne Reifezeugnis ab, nahm das Studium der Rechtswissenschaft auf und schloss dieses nach acht Semestern mit dem ersten juristischen Staatsexamen ab. Am 17. Dezember 1928 heiratete sie den bekannten Althistoriker und -philologen Wilhelm Schubart, Leiter der Papyrussammlung Berlin.
1933 wurde sie an der Universität Berlin bei Ernst Heymann mit einer Arbeit über Das Eherecht im Brünner Schöffenbuch aus dem 14. Jahrhundert promoviert. Ihr Doktorvater Heymann war Leiter der Abteilung „Leges“ der mediävistischen Forschungsgesellschaft Monumenta Germaniae Historica (MGH) und bot Schubart-Fikentscher 1935 eine freie Mitarbeiterschaft an. Sie nahm dieses Angebot an. 1940 wurde ihr von der Preußischen Akademie der Wissenschaften der Preis für ausgeschriebene Frage nach der „Verbreitung der deutschen Stadtrechte in Osteuropa“ zuerkannt. Das 1942 publizierte Werk gehört bis heute zu den Standardwerken der Stadtrechtsforschung. Von 1941 bis 1943 lehrte Schubart-Fikentscher Rechtskunde an der Volkspflegeschule Brandenburg. Nach Kriegsende übernahm sie noch 1945 eine Lehrstuhlvertretung für Bürgerliches Recht und Deutsche Rechtsgeschichte an der Juristenfakultät in Leipzig. Ihr Mann wurde 1946 auf einen Lehrstuhl nach Leipzig berufen. Schubart-Fikentscher trat im selben Jahr in die SED ein und wurde im Mai in Leipzig habilitiert.
1948 wurde sie auf die ordentliche Professur für Bürgerliches Recht und Deutsche Rechtsgeschichte an die Universität Halle berufen. Sie war damit die erste Professorin für Rechtswissenschaft in Deutschland überhaupt. Es dauerte noch bis 1965, bevor mit der Strafrechtlerin Anne-Eva Brauneck an der Universität Gießen eine zweite deutsche Juraprofessorin ernannt wurde. Schubart-Fikentscher wurde 1950 zur Dekanin der Rechts- und Staatswissenschaftlichen Fakultät gewählt und leitete ab 1951 als Direktorin das Hallische Institut für Staats- und Rechtsgeschichte. Aus der SED trat sie 1951 wieder aus und erklärte das mit den Worten: „Aber als erwachsene Frau von Mitte 50 habe ich mir eine eigene Überzeugung gebildet, die wohl nicht immer dem entspricht, was die Partei erwarten kann“. Ihre Lehrtätigkeit blieb davon jedoch unbeeinflusst, sie lehrte noch bis zu ihrer Emeritierung 1957.
Die Monumenta Germaniae Historica wählten Schubart-Fikentscher 1948 zum korrespondierenden Mitglied, ab 1950 gehörte sie der Historischen Kommission Sachsen an. Im Dezember 1959 wurde sie als ordentliches Mitglied in die Sächsische Akademie der Wissenschaften gewählt. Ihren Mann pflegte sie bis zu seinem Tod im Jahr 1960. Die DDR zeichnete Schubart-Fikentscher 1962 mit dem Vaterländischen Verdienstorden in Bronze aus. Neben ihren frühen Arbeiten zur Stadtrechtsforschung stand vor allem das Leben und Werk des frühaufklärerischen Juristen und Philosophen Christian Thomasius, dem geistigen Begründer der Universität Halle, im Mittelpunkt ihres Interesses. Schubart-Fikentscher promovierte und habilitierte Rolf Lieberwirth, der 1969 den rechtsgeschichtlichen Lehrstuhl in Halle übernahm. An den Folgen eines Unfalls mit anschließender Bettlägerigkeit verstarb sie 1985.

## Schriften
- Das Eherecht im Brünner Schöffenbuch, Stuttgart 1935, zugl. Diss. Univ. Berlin 1933;
- Römisches Recht im Brünner Schöffenbuch. Ein Beitrag zur Rezeptionsgeschichte. In: ZRG GA 65 (1947), 86–176;
- Goethes 56 Straßburger Thesen (vom 6. August 1771). Ein Beitrag zur Geschichte der deutschen Rechtswissenschaft, Weimar 1949;
- Ein neues Thomasius-Bild? In: 450 Jahre Martin-Luther-Universität Halle-Wittenberg, Bd. 2, Halle 1952, 27–30;
- Hallesche Spruchpraxis. Consiliensammlung Hallescher Gelehrter aus dem Anfang des 18. Jahrhunderts (Thomasiana 3), Weimar 1960;
- Untersuchungen zur Autorschaft von Dissertationen im Zeitalter der Aufklärung (Sonderbände der Sächsischen Akademie der Wissenschaften zu Leipzig, phil.-hist. Klasse 114,5), Berlin 1970;
- Studienreform. Fragen von Leibniz bis Goethe (Sonderbände der Sächsischen Akademie der Wissenschaften zu Leipzig, phil.-hist. Klasse 116,4), Berlin 1973;
- Goethes Amtliche Schriften. Eine rechtsgeschichtliche Untersuchung (Sonderbände der Sächsischen Akademie der Wissenschaften zu Leipzig, phil.-hist. Klasse 119, 2), Berlin 1977;
- Christian Thomasius. Seine Bedeutung als Hochschullehrer am Beginn der deutschen Aufklärung (Sonderbände der Sächsischen Akademie der Wissenschaften zu Leipzig, phil.-hist. Klasse 119, 4), Berlin 1977;

## Ehrungen

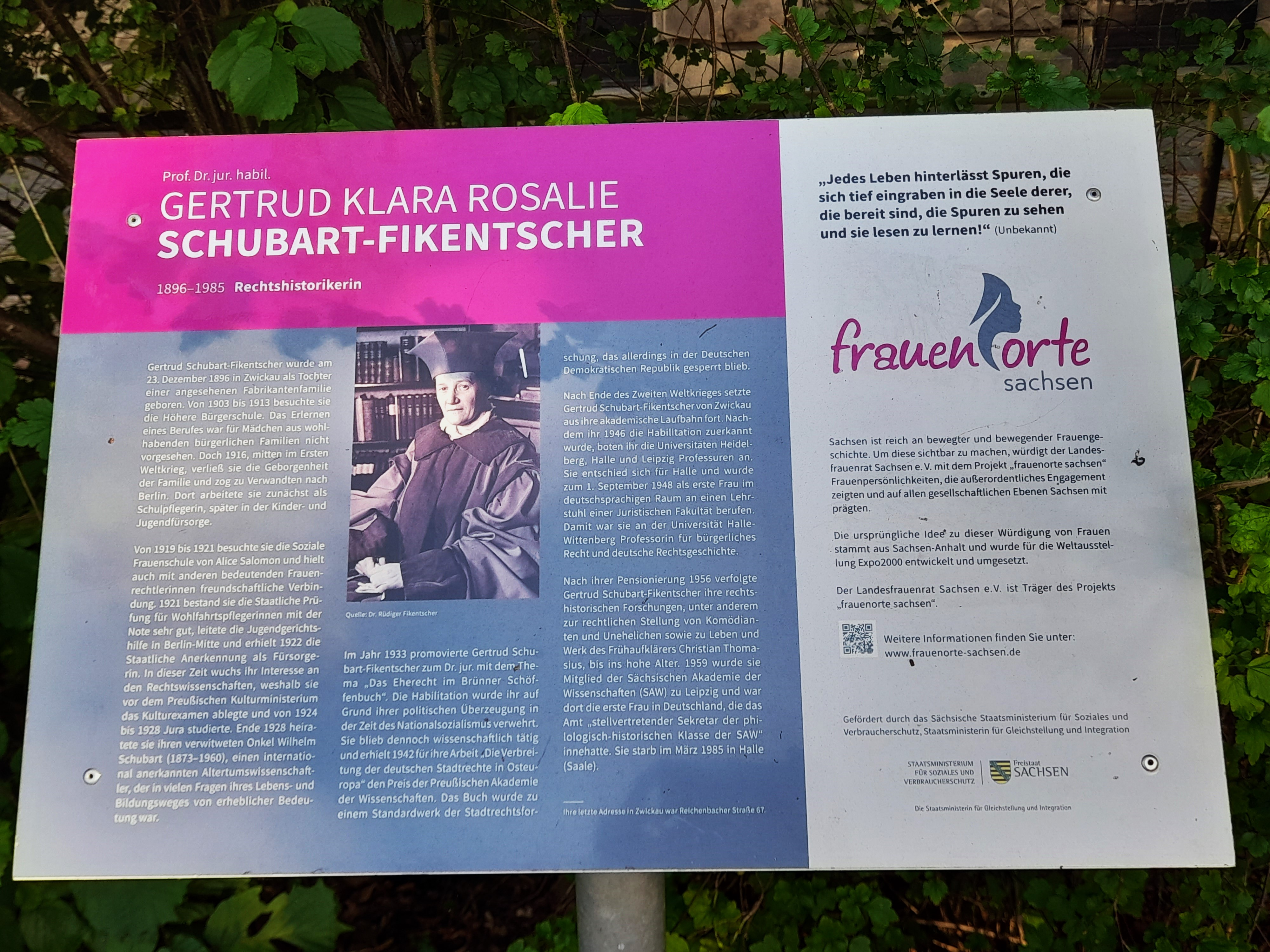
Frauenorte Sachsen, Infotafel Gertrud Schubart-Fikentscher im Alten Rosengarten im Schwanenteichpark in Zwickau

An Gertrud Schubart-Fikentscher erinnert heute eine Gedenktafel der Initiative Frauenorte Sachsen im Alten Rosengarten im Schwanenteichpark der Stadt Zwickau.